# Nacionalisme blanc
El nacionalisme blanc és una ideologia política que advoca per una definició racial de la identitat nacional dels blancs. S'ha argumentat que el separatisme blanc i la supremacia blanca es poden considerar subgrups dins de nacionalisme blanc, però amb objectius oposats, el primer busca instal·lar comunitats blanques etnoculturalmente homogènies i políticament separades d'altres comunitats, mentre el segon advoca per l'existència de privilegis polítics per a la població blanca en societats multiètniques.
Els nacionalistes blancs argumenten que tota nacionalitat sent un afecte natural pels del seu mateix tipus. Ells promouen la autopreservación racial i argumenten que la cultura també és un producte de la raça. Sostenen que les característiques intel·lectuals i morals que atribueixen a la raça blanca, les quals consideren millors que el multiculturalisme, només podran sobreviure a través de la separació racial.
Segons una opinió, el nacionalisme blanc ideològic és un producte de l'aparició del modern Estat centralitzat a Occident, com el serien tots els altres nacionalismes. El terme es va originar com una autodescripción d'alguns grups pertanyents a la diàspora europea, principalment als Estats Units, per descriure la seva creença en una identitat col·lectiva racialment definida.
En els últims anys, Internet ha proporcionat una expansió d'audiències per al nacionalisme blanc.